# Esgrima als Jocs Olímpics d'estiu de 1908 - espasa individual masculina
La competició d'espasa masculina va ser una de les quatre proves del programa d'esgrima que es van disputar als Jocs Olímpics de Londres de 1908. La prova es va disputar entre el 17 i el 24 de juliol de 1908, amb la participació de 85 tiradors procedents de 12 nacions diferents.
Les medalles foren acaparades per l'equip francès, que també es va endur la medalla d'or en la competició per equips.

## Medallistes
| Or                   | Plata                    | Bronze               |
| Gaston Alibert (FRA) | Alexandre Lippmann (FRA) | Eugene Olivier (FRA) |

## Resultats

### Primera ronda
La primera ronda es va disputar amb el format de tots contra tots, al millor d'un tocat. Els dobles tocats són anotats als dos tiradors. Els 13 grups oscil·laven entre 5 i 8 tiradors. Els tres primers passen a una segona ronda.

#### Grup A
Fildes i von Rosen tenen un doble-touché, així com Stöhr i Fildes.
| Posició | Tirador               | País       | Favor | Contra |
| ------- | --------------------- | ---------- | ----- | ------ |
| 1       | Lauritz Østrup        | Dinamarca  | 5     | 1      |
| 2       | Bernard Gravier       | França     | 4     | 2      |
| 2       | Jaroslav Šourek-Tucek | Bohèmia    | 4     | 2      |
| 4       | Eric Carlberg         | Suècia     | 3     | 3      |
| 5       | Pontus von Rosen      | Suècia     | 3     | 4      |
| 6       | Georg Stöhr           | Alemanya   | 2     | 5      |
| 7       | Luke Fildes           | Regne Unit | 2     | 6      |

#### Grup B
Hi hagué doble tocats entre Gates i van Schreven, Jack i Gates i Collignon i van Schreven.
| Posició | Tirador                 | País          | Favor | Contra |
| ------- | ----------------------- | ------------- | ----- | ------ |
| 1       | Vlastimil Lada-Sázavský | Bohèmia       | 5     | 1      |
| 2       | Charles Colignon        | França        | 5     | 2      |
| 3       | Pietro Speciale         | Itàlia        | 3     | 3      |
| 4       | Herbert Sander          | Dinamarca     | 2     | 4      |
| 4       | Johan van Schreven      | Països Baixos | 4     | 4      |
| 6       | Walter Gates            | Sud-àfrica    | 3     | 5      |
| 6       | Fritz Jack              | Alemanya      | 2     | 5      |

#### Grup C
Blake i Dwinger van fer l'únic doble tocat d'aquest grup.
| Posició | Tirador       | País          | Favor | Contra |
| ------- | ------------- | ------------- | ----- | ------ |
| 1       | Joseph Marais | França        | 5     | 0      |
| 2       | Ejnar Levison | Dinamarca     | 3     | 2      |
| 2       | Gaston Renard | Bèlgica       | 3     | 2      |
| 4       | Johannes Adam | Alemanya      | 1     | 4      |
| 4       | John Blake    | Regne Unit    | 2     | 4      |
| 4       | Max Dwinger   | Països Baixos | 2     | 4      |

#### Grup D
El grup D tenia 8 tiradors. Berger fou clarament superior a la resta de contrincants, sense cap tocat en contra. Entre els cinc tiradors igualats en segons posició es va fer un desempat de tots contra tots. El primer playoff sols suposà l'eliminació d'un tirador, ja que els altres quatre tornaren a quedar empatats, per la qual cosa fou necessari fer un segon playoff. En aquest segon playoff Holt i Tvrzský superaren els altres dos rivals.
| Posició | Tirador              | País          | Favor | Contra |
| ------- | -------------------- | ------------- | ----- | ------ |
| 1       | Henri-Georges Berger | França        | 7     | 0      |
| 2       | Otto Becker          | Dinamarca     | 4     | 4      |
| 2       | Hans Bergsland       | Noruega       | 4     | 4      |
| 2       | Dino Diana           | Itàlia        | 4     | 4      |
| 2       | Martin Holt          | Regne Unit    | 3     | 4      |
| 2       | Vilém Tvrzský        | Bohèmia       | 4     | 4      |
| 7       | André Sarens         | Bèlgica       | 3     | 6      |
| 7       | George van Rossem    | Països Baixos | 2     | 6      |

Bergsland fou tocat tres vegades, quedant eliminat. Els altres tiradors passaren a un segon playoff.
| Posició | Tirador        | País       | Favor | Contra |
| ------- | -------------- | ---------- | ----- | ------ |
| 2       | Otto Becker    | Dinamarca  | 3     | 2      |
| 2       | Dino Diana     | Itàlia     | 3     | 2      |
| 2       | Martin Holt    | Regne Unit | 2     | 2      |
| 2       | Vilém Tvrzský  | Bohèmia    | 2     | 2      |
| 6       | Hans Bergsland | Noruega    | 1     | 3      |

Holt i Tvrzský empataren en la primera posició del segon playoff, amb un tocat en contra. Tvrzský guanyà l'enfrontament entre ambdós, però després va rebre un tocat per part de Diana. Becker i Diana foren eliminats.
| Posició | Tirador       | País       | Favor | Contra |
| ------- | ------------- | ---------- | ----- | ------ |
| 2       | Martin Holt   | Regne Unit | 2     | 1      |
| 2       | Vilém Tvrzský | Bohèmia    | 2     | 1      |
| 4       | Otto Becker   | Dinamarca  | 1     | 2      |
| 4       | Dino Diana    | Itàlia     | 1     | 2      |

#### Grup E
El grup E tenia vuit tiradors però no fou necessari cap playoff. L'únic tocat en contra d'Alibert fou en un doble tocat contra van Löben Sels.
| Posició | Tirador                      | País          | Favor | Contra |
| ------- | ---------------------------- | ------------- | ----- | ------ |
| 1       | Gaston Alibert               | França        | 7     | 1      |
| 2       | Fernand de Montigny          | Bèlgica       | 5     | 3      |
| 2       | Ivan Osiier                  | Dinamarca     | 5     | 3      |
| 4       | Percival Davson              | Regne Unit    | 3     | 4      |
| 4       | Sante Ceccherini             | Itàlia        | 4     | 4      |
| 6       | Otakar Lada                  | Bohèmia       | 3     | 5      |
| 7       | Robert Krünert               | Alemanya      | 2     | 6      |
| 7       | Maurits Jacob van Löben Sels | Països Baixos | 3     | 6      |

#### Grup F
Sols sis tiradors van prendre part en aquest grup.
| Posició | Tirador          | País       | Favor | Contra |
| ------- | ---------------- | ---------- | ----- | ------ |
| 1       | François Rom     | Bèlgica    | 4     | 1      |
| 2       | Giulio Cagiati   | Itàlia     | 4     | 2      |
| 2       | Sydney Martineau | Regne Unit | 3     | 2      |
| 4       | Henry Peyron     | Suècia     | 3     | 3      |
| 5       | Albert Naumann   | Alemanya   | 1     | 4      |
| 5       | Bedrich Schejbal | Bohèmia    | 1     | 4      |

#### Grup G
| Posició | Tirador                       | País          | Favor | Contra |
| ------- | ----------------------------- | ------------- | ----- | ------ |
| 1       | Leaf Daniell                  | Regne Unit    | 5     | 1      |
| 2       | Vilém Goppold von Lobsdorf    | Bohèmia       | 4     | 2      |
| 3       | Fernand Bosmans               | Bèlgica       | 4     | 3      |
| 3       | Frédéric Dubordieu            | França        | 4     | 3      |
| 3       | Emil Schön                    | Alemanya      | 4     | 3      |
| 6       | Dezső Földes                  | Hongria       | 1     | 5      |
| 7       | Willem Hubert van Blijenburgh | Països Baixos | 1     | 6      |

L'informe oficial sols informa que Bosmans superà a Dubordieu i Schön en el playoff, sense cap més detall.
| Posició | Tirador            | País     |
| ------- | ------------------ | -------- |
| 3       | Fernand Bosmans    | Bèlgica  |
| 4       | Frédéric Dubordieu | França   |
| 4       | Emil Schön         | Alemanya |

#### Grup H
| Posició | Tirador                  | País          | Favor | Contra |
| ------- | ------------------------ | ------------- | ----- | ------ |
| 1       | Alfred Labouchere        | Països Baixos | 5     | 1      |
| 2       | Paul Anspach             | Bèlgica       | 5     | 2      |
| 3       | Ralph Chalmers           | Regne Unit    | 3     | 3      |
| 3       | Jacques Rodocanachi      | França        | 3     | 3      |
| 5       | Jacob Erkrath de Bary    | Alemanya      | 4     | 4      |
| 5       | Alessandro Pirzio Biroli | Itàlia        | 3     | 4      |
| 7       | František Šourek-Tuček   | Bohèmia       | 0     | 6      |

L'enfrontament entre Rodocanachi i Chalmers per desfer l'empat en la tercera posició fou favorable al francès.
| Posició | Tirador             | País       | Favor | Contra |
| ------- | ------------------- | ---------- | ----- | ------ |
| 3       | Jacques Rodocanachi | França     | 1     | 0      |
| 4       | Ralph Chalmers      | Regne Unit | 0     | 1      |

#### Grup I
Aquest grup fou el primer del segon dia de competició, el 18 de juliol.
| Posició | Tirador              | País       | Favor | Contra |
| ------- | -------------------- | ---------- | ----- | ------ |
| 1       | Robert Montgomerie   | Regne Unit | 6     | 1      |
| 2       | Gustaf Lindblom      | Suècia     | 5     | 3      |
| 2       | Giuseppe Mangiarotti | Itàlia     | 5     | 3      |
| 2       | René Quenessen       | França     | 3     | 3      |
| 5       | Frantz Jørgensen     | Dinamarca  | 3     | 4      |
| 6       | Percy Nobbs          | Canadà     | 2     | 6      |
| 6       | August Petri         | Alemanya   | 2     | 6      |

Mangiarotti fou superat pels altres dos rivals en el playoff a tres per decidir les dues places que donaven pas a la següent fase.
| Posició | Tirador              | País   |
| ------- | -------------------- | ------ |
| 2       | Gustaf Lindblom      | Suècia |
| 2       | René Quenessen       | França |
| 4       | Giuseppe Mangiarotti | Itàlia |

#### Grup J
| Posició | Tirador           | País          | Favor | Contra |
| ------- | ----------------- | ------------- | ----- | ------ |
| 1       | Edgar Amphlett    | Regne Unit    | 4     | 1      |
| 1       | Jetze Doorman     | Països Baixos | 4     | 1      |
| 3       | Eugène Olivier    | França        | 3     | 2      |
| 4       | Zulavszky Béla    | Hongria       | 2     | 4      |
| 4       | Ernst Moldenhauer | Alemanya      | 1     | 4      |
| 4       | Pietro Sarzano    | Itàlia        | 2     | 4      |

#### Grup K
Aquest fou el grup més petit, amb sols 5 tiradors.
| Posició | Tirador            | País          | Favor | Contra |
| ------- | ------------------ | ------------- | ----- | ------ |
| 1       | Marcelo Bertinetti | Itàlia        | 3     | 1      |
| 2       | Cecil Haig         | Regne Unit    | 2     | 2      |
| 2       | Pierre le Blon     | Bèlgica       | 3     | 2      |
| 2       | Simon Okker        | Països Baixos | 3     | 2      |
| 5       | Georg Branting     | Suècia        | 0     | 4      |

En el playoff per a la segona i tercera posició le Blon i Haig superaren a Okker.
| Posició | Tirador        | País          |
| ------- | -------------- | ------------- |
| 2       | Pierre le Blon | Bèlgica       |
| 3       | Cecil Haig     | Regne Unit    |
| 4       | Simon Okker    | Països Baixos |

#### Grup L
| Posició | Tirador            | País       | Favor | Contra |
| ------- | ------------------ | ---------- | ----- | ------ |
| 1       | Alexandre Lippmann | França     | 4     | 1      |
| 1       | François Stuyck    | Bèlgica    | 5     | 1      |
| 3       | Riccardo Nowak     | Itàlia     | 3     | 2      |
| 4       | Birger Cnattingius | Suècia     | 1     | 4      |
| 4       | Edgar Seligman     | Regne Unit | 2     | 4      |
| 6       | Gösta Olson        | Suècia     | 1     | 5      |

#### Grup M
El darrer grup sols tenia 5 tiradors.
| Posició | Tirador               | País       | Favor | Contra |
| ------- | --------------------- | ---------- | ----- | ------ |
| 1       | Jean Stern            | França     | 4     | 1      |
| 2       | Henry Davids          | Regne Unit | 2     | 2      |
| 2       | Marcel van Langenhove | Bèlgica    | 2     | 2      |
| 4       | Julius Lichtenfels    | Alemanya   | 2     | 3      |
| 4       | Péter Tóth            | Hongria    | 1     | 3      |

### Segona ronda
Set dels vuit grups de la segona ronda tenien 5 tiradors, mentre el vuité sols en tenia 4. Els dos primers de cada grup passaven a les semifinals.

#### Grup 1
| Posició | Tirador         | País          | Favor | Contra |
| ------- | --------------- | ------------- | ----- | ------ |
| 1       | Pierre le Blon  | Bèlgica       | 4     | 1      |
| 2       | Jetze Doorman   | Països Baixos | 2     | 2      |
| 2       | Jean Stern      | França        | 4     | 2      |
| 4       | François Stuyck | Bèlgica       | 1     | 3      |
| 5       | Ejnar Levison   | Dinamarca     | 1     | 4      |

Doorman per contra Stern en el playoff.
| Posició | Tirador       | País          | Favor | Contra |
| ------- | ------------- | ------------- | ----- | ------ |
| 2       | Jean Stern    | França        | 1     | 0      |
| 3       | Jetze Doorman | Països Baixos | 0     | 1      |

#### Grup 2
| Posició | Tirador             | País       | Favor | Contra |
| ------- | ------------------- | ---------- | ----- | ------ |
| 1       | Lauritz Østrup      | Dinamarca  | 3     | 1      |
| 2       | Ivan Osiier         | Dinamarca  | 2     | 2      |
| 2       | Gaston Renard       | Bèlgica    | 2     | 2      |
| 2       | Jacques Rodocanachi | França     | 2     | 2      |
| 5       | Edgar Amphlett      | Regne Unit | 1     | 3      |

Renard guanya el playoff, sense que l'informe oficial doni més detalls.
| Posició | Tirador             | País      |
| ------- | ------------------- | --------- |
| 2       | Gaston Renard       | Bèlgica   |
| 3       | Ivan Osiier         | Dinamarca |
| 3       | Jacques Rodocanachi | França    |

#### Grup 3
Alibert continua amb la perfecció i guanya sense cap tocat en contra.
| Posició | Tirador                    | País       | Favor | Contra |
| ------- | -------------------------- | ---------- | ----- | ------ |
| 1       | Gaston Alibert             | França     | 4     | 0      |
| 2       | Henri-Georges Berger       | França     | 3     | 2      |
| 2       | Vilém Goppold von Lobsdorf | Bohèmia    | 2     | 2      |
| 4       | Pietro Speciale            | Itàlia     | 1     | 3      |
| 5       | Henry Davids               | Regne Unit | 1     | 4      |

Berger guanya el playoff, superant a von Lobsdorf.
| Posició | Tirador                    | País    | Favor | Contra |
| ------- | -------------------------- | ------- | ----- | ------ |
| 2       | Henri-Georges Berger       | França  | 1     | 0      |
| 3       | Vilém Goppold von Lobsdorf | Bohèmia | 0     | 1      |

#### Grup 4
| Posició | Tirador            | País       | Favor | Contra |
| ------- | ------------------ | ---------- | ----- | ------ |
| 1       | Martin Holt        | Regne Unit | 3     | 1      |
| 2       | Bernard Gravier    | França     | 2     | 2      |
| 2       | Robert Montgomerie | Regne Unit | 2     | 2      |
| 2       | Vilém Tvrzský      | Bohèmia    | 2     | 2      |
| 5       | Joseph Marais      | França     | 1     | 3      |

Montgomerie supera a Gravier i Tvrzský en el playoff a tres.
| Posició | Tirador            | País       |
| ------- | ------------------ | ---------- |
| 2       | Robert Montgomerie | Regne Unit |
| 3       | Bernard Gravier    | França     |
| 3       | Vilém Tvrzský      | Bohèmia    |

#### Grup 5
| Posició | Tirador                 | País       | Favor | Contra |
| ------- | ----------------------- | ---------- | ----- | ------ |
| 1       | Gustaf Lindblom         | Suècia     | 3     | 1      |
| 1       | Alexandre Lippmann      | França     | 4     | 1      |
| 3       | Leaf Daniell            | Regne Unit | 3     | 2      |
| 4       | Marcelo Bertinetti      | Itàlia     | 1     | 3      |
| 5       | Vlastimil Lada-Sázavský | Bohèmia    | 0     | 4      |

#### Grup 6
| Posició | Tirador               | País    | Favor | Contra |
| ------- | --------------------- | ------- | ----- | ------ |
| 1       | François Rom          | Bèlgica | 3     | 1      |
| 2       | Fernand Bosmans       | Bèlgica | 4     | 2      |
| 3       | Charles Colignon      | França  | 1     | 3      |
| 3       | Marcel van Langenhove | Bèlgica | 2     | 3      |
| 3       | Riccardo Nowak        | Itàlia  | 2     | 3      |

#### Grup 7
| Posició | Tirador               | País          | Favor | Contra |
| ------- | --------------------- | ------------- | ----- | ------ |
| 1       | Paul Anspach          | Bèlgica       | 3     | 1      |
| 2       | Alfred Labouchere     | Països Baixos | 2     | 2      |
| 2       | Sydney Martineau      | Regne Unit    | 2     | 2      |
| 2       | Fernand de Montigny   | Bèlgica       | 2     | 2      |
| 5       | Jaroslav Šourek-Tucek | Bohèmia       | 1     | 3      |

Labouchere guanya en el playoff a tres per decidir la segona posició de cara a semifinals.
| Posició | Tirador             | País          |
| ------- | ------------------- | ------------- |
| 2       | Alfred Labouchere   | Països Baixos |
| 3       | Sydney Martineau    | Regne Unit    |
| 3       | Fernand de Montigny | Bèlgica       |

#### Grup 8
| Posició | Tirador        | País       | Favor | Contra |
| ------- | -------------- | ---------- | ----- | ------ |
| 1       | Cecil Haig     | Regne Unit | 2     | 1      |
| 1       | Eugène Olivier | França     | 2     | 1      |
| 3       | Giulio Cagiati | Itàlia     | 1     | 2      |
| 3       | René Quenessen | França     | 1     | 2      |

### Semifinals
Es disputen dues semifinals amb 8 tiradors cadascuna. Els 4 primers passen a la final.

#### Semifinal 1
Alibert rep dos tocats, ambdós per doble tocat.
| Posició | Tirador              | País          | Favor | Contra |
| ------- | -------------------- | ------------- | ----- | ------ |
| 1       | Gaston Alibert       | França        | 7     | 2      |
| 2       | Cecil Haig           | Regne Unit    | 4     | 3      |
| 2       | Alfred Labouchere    | Països Baixos | 4     | 3      |
| 4       | Robert Montgomerie   | Regne Unit    | 3     | 4      |
| 5       | Henri-Georges Berger | França        | 4     | 5      |
| 5       | Gaston Renard        | Bèlgica       | 3     | 5      |
| 5       | François Rom         | Bèlgica       | 5     | 5      |
| 8       | Fernand Bosmans      | Bèlgica       | 4     | 7      |

#### Semifinal 2
| Posició | Tirador            | País       | Favor | Contra |
| ------- | ------------------ | ---------- | ----- | ------ |
| 1       | Paul Anspach       | Bèlgica    | 5     | 2      |
| 2       | Martin Holt        | Regne Unit | 4     | 3      |
| 3       | Alexandre Lippmann | França     | 5     | 4      |
| 3       | Eugène Olivier     | França     | 5     | 4      |
| 3       | Jean Stern         | França     | 3     | 4      |
| 6       | Gustaf Lindblom    | Suècia     | 4     | 5      |
| 6       | Lauritz Østrup     | Dinamarca  | 5     | 5      |
| 8       | Pierre le Blon     | Bèlgica    | 2     | 6      |

| Posició | Tirador            | País   | Favor | Contra |
| ------- | ------------------ | ------ | ----- | ------ |
| 3       | Alexandre Lippmann | França | 2     | 0      |
| 4       | Eugène Olivier     | França | 1     | 1      |
| 5       | Jean Stern         | França | 0     | 2      |

### Final
En la final Alibert guanya la medalla d'or en superar a tots els seus rivals. Els dos tocats rebuts foren fruit de dos doble tocats. Hi va haver un triple empat per la segona posició entre dos francesos i el britànic Montgomerie.
| Posició | Tirador            | País          | Favor | Contra |
| ------- | ------------------ | ------------- | ----- | ------ |
| 1       | Gaston Alibert     | França        | 7     | 2      |
| 2       | Alexandre Lippmann | França        | 5     | 3      |
| 2       | Robert Montgomerie | Regne Unit    | 6     | 3      |
| 2       | Eugène Olivier     | França        | 4     | 3      |
| 5       | Paul Anspach       | Bèlgica       | 2     | 5      |
| 5       | Cecil Haig         | Regne Unit    | 2     | 5      |
| 5       | Alfred Labouchere  | Països Baixos | 2     | 5      |
| 8       | Martin Holt        | Regne Unit    | 2     | 6      |

Es va fer un playoff per determinar la segona i la tercera posició. Lippmann guanyà la plata i Olivier el bronze.
| Posició | Tirador            | País       | Favor | Contra |
| ------- | ------------------ | ---------- | ----- | ------ |
| 2       | Alexandre Lippmann | França     | 2     | 0      |
| 3       | Eugène Olivier     | França     | 1     | 1      |
| 4       | Robert Montgomerie | Regne Unit | 0     | 2      |